# Estació de la Sabana
La Estació de la Sabana és un edifici neoclàssic de Bogotá, Colòmbia, seu dels Ferrocarrils de la Sabana de Bogotá i dels Ferrocarrils Nacionals de Colòmbia. Va ser Inaugurat el 20 de juliol de 1917, reemplaçant l'estació vella construïda a finals de la dècada de 1880.
Està ubicat en la localitat de Los Mártires, prop del cèntre de la ciutat de Bogotà. Durant la primera meitat del segle XX aquesta zona fou un important pol de desenvolupament cap a l'oest de la ciutat. A causa del deteriorament del sector i la decadència del ferrocarril, l'edifici ha patit diferents danys. L'edifici fou declarat monument nacional el 1984, a causa de la seva importància històrica i cultural.